# Hokej na lodzie na Zimowej Uniwersjadzie 2023 – turniej kobiet
Turniej kobiet będzie rozgrywany po raz siódmy w historii. Uczestniczyć będzie w nim sześć zespołów. Rozgrywki zostały podzielone na dwie fazy. Najpierw rozgrywana była faza grupowa, w której zespoły walczą systemem każdy z każdym, po czym cztery najlepsze zespoły awansują do półfinałów.

## Faza grupowa
Wyniki
| 11 stycznia 2023 | Wielka Brytania | 0:13 | Czechy | Maxcy Hall At SUNY Potsdam, Potsdam |

| Szczegóły      | Szczegóły  | Szczegóły       | Szczegóły | Szczegóły                                                                                      |
| -------------- | ---------- | --------------- | --- | ---------------------------------------------------------------------------------------------- |
| Godzina: 16:30 |            | (0:2, 0:6, 0:5) | 17:00 (EQ) B. Patočková 18:08 (EQ) D. Pejšová 21:30 (EQ) T. Mazancová 22:41 (EQ) P. Skorpikova 23:33 (EQ) T. Mazancová 26:20 (SH) K. Pátková 29:46 (SH) B. Patočková 37:41 (SH) B. Patočková 43:57 (EQ) D. Pejšová 51:35 (EQ) B. Patočková 54:13 (EQ) T. Topolska 57:14 (EQ) D. Pejšová 59:26 (EQ) T. Mazancová | Sędzia główny: Charlotte Hurley Choi Bo-young Sędziowie liniowi: Alexandra Kohl Zora Gottlibet |
| Godzina: 16:30 | 6 min. kar |                 | 14 min. kar | Sędzia główny: Charlotte Hurley Choi Bo-young Sędziowie liniowi: Alexandra Kohl Zora Gottlibet |

| 11 stycznia 2023 | Słowacja | 0:4 | Kanada | Maxcy Hall At SUNY Potsdam, Potsdam |

| Szczegóły      | Szczegóły  | Szczegóły       | Szczegóły                                                                                         | Szczegóły                                                                                           |
| -------------- | ---------- | --------------- | ------------------------------------------------------------------------------------------------- | --------------------------------------------------------------------------------------------------- |
| Godzina: 20:00 |            | (0:1, 0:0, 0:3) | 02:52 (EQ) M. G. Willan 47:16 (EQ) C. Frappier 55:55 (EQ) S. S. Demale 56:15 (EQ) A.-A. Veillette | Sędzia główny: Svenja Strohmenger Miyuki Nakayama Sędziowie liniowi: Rylie Lissebeck Michele Muller |
| Godzina: 20:00 | 8 min. kar |                 | 2 min. kar                                                                                        | Sędzia główny: Svenja Strohmenger Miyuki Nakayama Sędziowie liniowi: Rylie Lissebeck Michele Muller |

| 12 stycznia 2023 | Stany Zjednoczone | 1:3 | Japonia | Maxcy Hall At SUNY Potsdam, Potsdam |

| Szczegóły      | Szczegóły             | Szczegóły       | Szczegóły                                                          | Szczegóły                                                                                    |
| -------------- | --------------------- | --------------- | ------------------------------------------------------------------ | -------------------------------------------------------------------------------------------- |
| Godzina: 13:00 | J. Wallner (EQ) 11:30 | (1:0, 0:1, 0:2) | 20:44 (EQ) R. Koyama 53:19 (EQ) H. C. Lack 59:39 (EQ/ENG) A. Shiga | Sędzia główny: Amy Martin Mariko Dale Sędziowie liniowi: Eva Maria Molekova Adrienn Paulheim |
| Godzina: 13:00 | 6 min. kar            |                 | 6 min. kar                                                         | Sędzia główny: Amy Martin Mariko Dale Sędziowie liniowi: Eva Maria Molekova Adrienn Paulheim |

| 13 stycznia 2023 | Japonia | 2:1 | Słowacja | Maxcy Hall At SUNY Potsdam, Potsdam |

| Szczegóły      | Szczegóły                              | Szczegóły       | Szczegóły              | Szczegóły                                                                                          |
| -------------- | -------------------------------------- | --------------- | ---------------------- | -------------------------------------------------------------------------------------------------- |
| Godzina: 16:30 | A. Shiga (EQ) 29:07 K. Seki (EQ) 38:50 | (0:1, 2:0, 0:0) | 11:36 (EQ) L. Kubekova | Sędzia główny: Agnese Karklina Svenja Strohmenger Sędziowie liniowi: Abigail Torres Zora Gottlibet |
| Godzina: 16:30 | 4 min. kar                             |                 | 10 min. kar            | Sędzia główny: Agnese Karklina Svenja Strohmenger Sędziowie liniowi: Abigail Torres Zora Gottlibet |

| 13 stycznia 2023 | Czechy | 2:8 | Stany Zjednoczone | Maxcy Hall At SUNY Potsdam, Potsdam |

| Szczegóły      | Szczegóły                                     | Szczegóły       | Szczegóły | Szczegóły                                                                                  |
| -------------- | --------------------------------------------- | --------------- | --- | ------------------------------------------------------------------------------------------ |
| Godzina: 20:00 | D. Pejšová (EQ) 38:43 K. Petrekova (EQ) 42:03 | (0:2, 1:5, 1:1) | 05:50 (EQ) S. Griffin 11:25 (PP) E. Beaudin 24:13 (EQ) A. Nolan 24:48 (EQ) L. Passolt 29:34 (PP) S. Griffin 30:25 (EQ) C. Conway 33:52 (EQ) S. Griffin 52:19 (PP) H. Lunny | Sędzia główny: Amy Martin Miyuki Nakayama Sędziowie liniowi: Michele Muller Alexandra Kohl |
| Godzina: 20:00 | 8 min. kar                                    |                 | 12 min. kar | Sędzia główny: Amy Martin Miyuki Nakayama Sędziowie liniowi: Michele Muller Alexandra Kohl |

| 14 stycznia 2023 | Czechy | 1:5 | Kanada | Maxcy Hall At SUNY Potsdam, Potsdam |

| Szczegóły      | Szczegóły               | Szczegóły       | Szczegóły | Szczegóły                                                                                            |
| -------------- | ----------------------- | --------------- | --- | --- |
| Godzina: 16:30 | B. Patočková (EQ) 37:46 | (0:1, 1:2, 0:2) | 10:47 (EQ) M.-C. Theoret 34:20 (EQ) E. Fecteau 35:59 (EQ) M. V. Dominico 47:11 (SH) S. S. Demale 58:50 (EQ) C. Frappier | Sędzia główny: Agnese Karklina Charlotte Hurley Sędziowie liniowi: Abigail Torres Eva Maria Molekova |
| Godzina: 16:30 | 12 min. kar             |                 | 12 min. kar | Sędzia główny: Agnese Karklina Charlotte Hurley Sędziowie liniowi: Abigail Torres Eva Maria Molekova |

| 14 stycznia 2023 | Wielka Brytania | 1:10 | Słowacja | Maxcy Hall At SUNY Potsdam, Potsdam |

| Szczegóły      | Szczegóły             | Szczegóły       | Szczegóły | Szczegóły                                                                                    |
| -------------- | --------------------- | --------------- | --- | -------------------------------------------------------------------------------------------- |
| Godzina: 20:00 | A. Culshaw (EQ) 42:02 | (0:1, 0:4, 1:5) | 15:32 (PP) N. Nemcekova 20:15 (PP2) L. Kubekova 24:59 (EQ) S. Bednarik 28:36 (PP) S. Vysokajova 34:50 (EQ) A. Lodnanova 41:15 (EQ) A. Surakova 41:50 (EQ) A. Lodnanova 47:54 (EQ) N. Nemcekova 52:53 (EQ) S. Bednarik 56:44 (EQ) A. Surakova | Sędzia główny: Choi Bo-young Mariko Dale Sędziowie liniowi: Adrienn Paulheim Rylie Lissebeck |
| Godzina: 20:00 | 12 min. kar           |                 | 8 min. kar | Sędzia główny: Choi Bo-young Mariko Dale Sędziowie liniowi: Adrienn Paulheim Rylie Lissebeck |

| 15 stycznia 2023 | Kanada | 6:0 | Japonia | Maxcy Hall At SUNY Potsdam, Potsdam |

| Szczegóły      | Szczegóły | Szczegóły       | Szczegóły  | Szczegóły                                                                                      |
| -------------- | --- | --------------- | ---------- | ---------------------------------------------------------------------------------------------- |
| Godzina: 16:30 | R. Begin-Cyr (EQ) 03:49 M.-C. Theoret (EQ) 28:14 M. G. Burbidge (EQ) 28:45 S. S. Demale (EQ) 31:13 A.-A. Veillette (PP) 32:58 S. S. Demale (EQ) 59:04 | (1:0, 4:0, 1:0) |            | Sędzia główny: Svenja Strohmenger Amy Martin Sędziowie liniowi: Alexandra Kohl Rylie Lissebeck |
| Godzina: 16:30 | 2 min. kar |                 | 8 min. kar | Sędzia główny: Svenja Strohmenger Amy Martin Sędziowie liniowi: Alexandra Kohl Rylie Lissebeck |

| 15 stycznia 2023 | Stany Zjednoczone | 21:0 | Wielka Brytania | Maxcy Hall At SUNY Potsdam, Potsdam |

| Szczegóły      | Szczegóły | Szczegóły        | Szczegóły  | Szczegóły                                                                                     |
| -------------- | --- | ---------------- | ---------- | --------------------------------------------------------------------------------------------- |
| Godzina: 20:00 | L. Passolt (EQ) 00:25 C. Hoff (EQ) 03:54 M. Leidt (EQ) 12:28 A. Hartje (EQ) 15:29 M. Leidt (EQ) 19:54 M. Leidt (EQ) 20:45 H. Lunny (EQ) 21:24 M. Lantto (EQ) 21:51 M. Leidt (EQ) 24:13 E. Beaudin (PP) 29:08 A. Katonka (EQ) 30:56 K. Schooley (EQ) 31:55 A. Nolan (EQ) 33:06 E. Beaudin (SH) 33:45 S. Griffin (EQ) 35:39 C. Conway (EQ) 38:16 C. Hoff (EQ) 39:09 A. Katonka (EQ) 39:40 L. Passolt (EQ) 40:33 C. Rowbottom (EQ) 45:09 E. Beaudin (EQ) 45:49 | (5:0, 13:0, 3:0) |            | Sędzia główny: Choi Bo-young Miyuki Nakayama Sędziowie liniowi: Zora Gottlibet Michele Muller |
| Godzina: 20:00 | 4 min. kar |                  | 6 min. kar | Sędzia główny: Choi Bo-young Miyuki Nakayama Sędziowie liniowi: Zora Gottlibet Michele Muller |

| 16 stycznia 2023 | Stany Zjednoczone | 5:6 | Słowacja | Maxcy Hall At SUNY Potsdam, Potsdam |

| Szczegóły      | Szczegóły                                                                                                 | Szczegóły       | Szczegóły | Szczegóły                                                                                     |
| -------------- | --- | --------------- | --- | --------------------------------------------------------------------------------------------- |
| Godzina: 16:30 | C. Hoff (EQ) 08:02 J. Wallner (EQ) 17:15 H. Lunny (EQ) 17:52 H. Lunny (EQ) 27:03 N. Tulchinsky (EQ) 58:01 | (3:3, 1:2, 1:1) | 02:56 (EQ) A. Surakova 09:03 (EQ) L. Haluskova 13:17 (EQ) R. Haluskova 25:21 (EQ) S. Vysokajova 36:39 (EQ) S. Vysokajova 56:11 (PP) S. Vysokajova | Sędzia główny: Agnese Karklina Mariko Dale Sędziowie liniowi: Abigail Torres Adrienn Paulheim |
| Godzina: 16:30 | 2 min. kar                                                                                                |                 | 10 min. kar | Sędzia główny: Agnese Karklina Mariko Dale Sędziowie liniowi: Abigail Torres Adrienn Paulheim |

| 16 stycznia 2023 | Japonia | 1:3 | Czechy | Maxcy Hall At SUNY Potsdam, Potsdam |

| Szczegóły      | Szczegóły            | Szczegóły       | Szczegóły                                                               | Szczegóły                                                                                       |
| -------------- | -------------------- | --------------- | ----------------------------------------------------------------------- | ----------------------------------------------------------------------------------------------- |
| Godzina: 20:00 | W. Kurosu (EQ) 51:54 | (0:2, 0:1, 1:0) | 08:57 (EQ) M. Exnerova 12:38 (EQ) P. Skorpikova 28:37 (EQ) A. Halounova | Sędzia główny: Charlotte Hurley Amy Martin Sędziowie liniowi: Eva Maria Molekova Zora Gottlibet |
| Godzina: 20:00 | 10 min. kar          |                 | 12 min. kar                                                             | Sędzia główny: Charlotte Hurley Amy Martin Sędziowie liniowi: Eva Maria Molekova Zora Gottlibet |

| 17 stycznia 2023 | Kanada | 14:0 | Wielka Brytania | Maxcy Hall At SUNY Potsdam, Potsdam |

| Szczegóły      | Szczegóły | Szczegóły       | Szczegóły  | Szczegóły                                                                                     |
| -------------- | --- | --------------- | ---------- | --------------------------------------------------------------------------------------------- |
| Godzina: 16:30 | R. Watkins Southwa (EQ) 08:35 C. Bosse-Olivier (EQ) 17:01 L. M. Macleod (EQ) 24:52 S. S. Demale (EQ) 25:09 L. B. Herrfort (PP) 26:53 M. V. Dominico (EQ) 28:19 H. M. Tait (EQ) 31:15 R. Begin-Cyr (EQ) 31:33 M. V. Dominico (EQ) 32:01 K.-A. Nadeau (EQ) 52:43 K.-A. Nadeau (EQ) 53:00 M. G. Burbidge (EQ) 55:15 M. G. Burbidge (EQ) 58:21 M.-C. Theoret (EQ) 59:07 | (2:0, 7:0, 5:0) |            | Sędzia główny: Choi Bo-young Mariko Dale Sędziowie liniowi: Eva Maria Molekova Alexandra Kohl |
| Godzina: 16:30 | 2 min. kar |                 | 4 min. kar | Sędzia główny: Choi Bo-young Mariko Dale Sędziowie liniowi: Eva Maria Molekova Alexandra Kohl |

| 17 stycznia 2023 | Słowacja | 1:2 | Czechy | Maxcy Hall At SUNY Potsdam, Potsdam |

| Szczegóły      | Szczegóły               | Szczegóły       | Szczegóły                                        | Szczegóły                                                                                           |
| -------------- | ----------------------- | --------------- | ------------------------------------------------ | --------------------------------------------------------------------------------------------------- |
| Godzina: 20:00 | R. Haluskova (EQ) 30:10 | (0:1, 1:0, 0:1) | 13:10 (EQ) A. Halounova 44:33 (EQ) P. Skorpikova | Sędzia główny: Miyuki Nakayama Svenja Strohmenger Sędziowie liniowi: Abigail Torres Rylie Lissebeck |
| Godzina: 20:00 | 10 min. kar             |                 | 10 min. kar                                      | Sędzia główny: Miyuki Nakayama Svenja Strohmenger Sędziowie liniowi: Abigail Torres Rylie Lissebeck |

| 18 stycznia 2023 | Japonia | 10:1 | Wielka Brytania | Maxcy Hall At SUNY Potsdam, Potsdam |

| Szczegóły      | Szczegóły | Szczegóły       | Szczegóły               | Szczegóły |
| -------------- | --- | --------------- | ----------------------- | --------- |
| Godzina: 16:30 | R. Watkins Southwa (EQ) 08:35 C. Bosse-Olivier (EQ) 17:01 L. M. Macleod (EQ) 24:52 S. S. Demale (EQ) 25:09 L. B. Herrfort (PP) 26:53 M. V. Dominico (EQ) 28:19 H. M. Tait (EQ) 31:15 R. Begin-Cyr (EQ) 31:33 M. V. Dominico (EQ) 32:01 K.-A. Nadeau (EQ) 52:43 | (3:0, 4:1, 3:0) | 13:10 (EQ) A. Halounova |           |
| Godzina: 16:30 | min. kar |                 | min. kar                |           |

| 18 stycznia 2023 | Kanada | 20:00 | Stany Zjednoczone | Maxcy Hall At SUNY Potsdam, Potsdam |

Tabela
| Lp. | Zespół            | M | Pkt | Z | Zd | Pd | P | G+ | G- | +/− |
| --- | ----------------- | - | --- | - | -- | -- | - | -- | -- | --- |
| 1.  | Kanada            | 5 | 15  | 4 | 0  | 0  | 0 | 31 | 2  | +29 |
| 2.  | Czechy            | 5 | 9   | 3 | 0  | 0  | 2 | 21 | 15 | +6  |
| 3.  | Japonia           | 5 | 9   | 2 | 0  | 0  | 2 | 16 | 12 | +4  |
| 4.  | Słowacja          | 5 | 6   | 2 | 0  | 0  | 3 | 18 | 14 | +4  |
| 5.  | Stany Zjednoczone | 5 | 6   | 2 | 0  | 0  | 2 | 36 | 13 | +23 |
| 6.  | Wielka Brytania   | 5 | 0   | 0 | 0  | 0  | 4 | 2  | 68 | −66 |

    = awans do półfinałów

## Faza pucharowa
Półfinały
| 20 stycznia 2023 | Kanada | 6:1 | Słowacja | Olympic Center, Lake Placid |

| Godzina: 14:35 |          | () |          |  |
| Godzina: 14:35 | min. kar |    | min. kar |  |

| 20 stycznia 2023 | Czechy | 0:3 | Japonia | Olympic Center, Lake Placid |

| Godzina: 20:00 |          | () |          |  |
| Godzina: 20:00 | min. kar |    | min. kar |  |

Mecz o trzecie miejsce
| 21 stycznia 2023 | Słowacja | 1:3 | Czechy | Olympic Center, Lake Placid |

| Godzina: 17:00 |          | () |          |  |
| Godzina: 17:00 | min. kar |    | min. kar |  |

Finał
| 21 stycznia 2023 | Kanada | 5:0 | Japonia | Olympic Center, Lake Placid |

| Godzina: 20:00 |          | () |          |  |
| Godzina: 20:00 | min. kar |    | min. kar |  |